# Ugerevyen Danmark 13-16-18-21
|  | Denne artikel er oprettet af botten Steenthbot ud fra en ekstern database. Den kan derfor have sproglige fejl eller mangler. Denne skabelon kan fjernes efter kontrol af indholdet. |

Ugerevyen Danmark 13-16-18-21 er en dansk dokumentarisk optagelse fra 1917.

## Handling
1) Indvielsen af den ny Nikolaj-bygning i Nikolaj kirke 11. november 1917. De kongelige og andre gæster ankommer. Arkitekt H.C. Arnberg ses. Lenssekretær og departementschef P.N. Rentzmann siger farvel til de kongelige.
2) Indvielsen af Handels- og Kontoristforeningens nye hus 2. december 1917 (HK). De indbudte gæster ankommer.
3) Ny dansk industri: Optagelser fra Nielsen og Winthers nye fabrik til fremstilling af flyvemaskiner beliggende på Øresundsvej.
4) Besøg i Horserødlejren. Krigsfanger på spadseretur.
5) Kendte københavnere: Skopudseren ved Axeltorv.
6) En butik udstiller en flyvemaskine til salg. Sandsynligvis fra Winther og Nielsens fabrik.
7) Travlhed i havnen.
8) Fodsportsmændene træner til det store terrænløb i Dyrehaven.
9) Faldne kæmper i Dyrehaven, fældet af vinterstormene.
10) Fru Quinlan og Hr. Syrig (?). Mennesker forsamlet foran bygning.
11) Kong Christian X med ledsager til hest i skov. Muligvis i forbindelse med terrænløbet i Dyrehaven.

## Medvirkende
- Kong Christian X